# Menominee, Wisconsin
Menominee là một thị trấn thuộc quận Menominee, tiểu bang Wisconsin, Hoa Kỳ. Năm 2010, dân số của thị trấn này là 451 người.